# Paz de Leoben

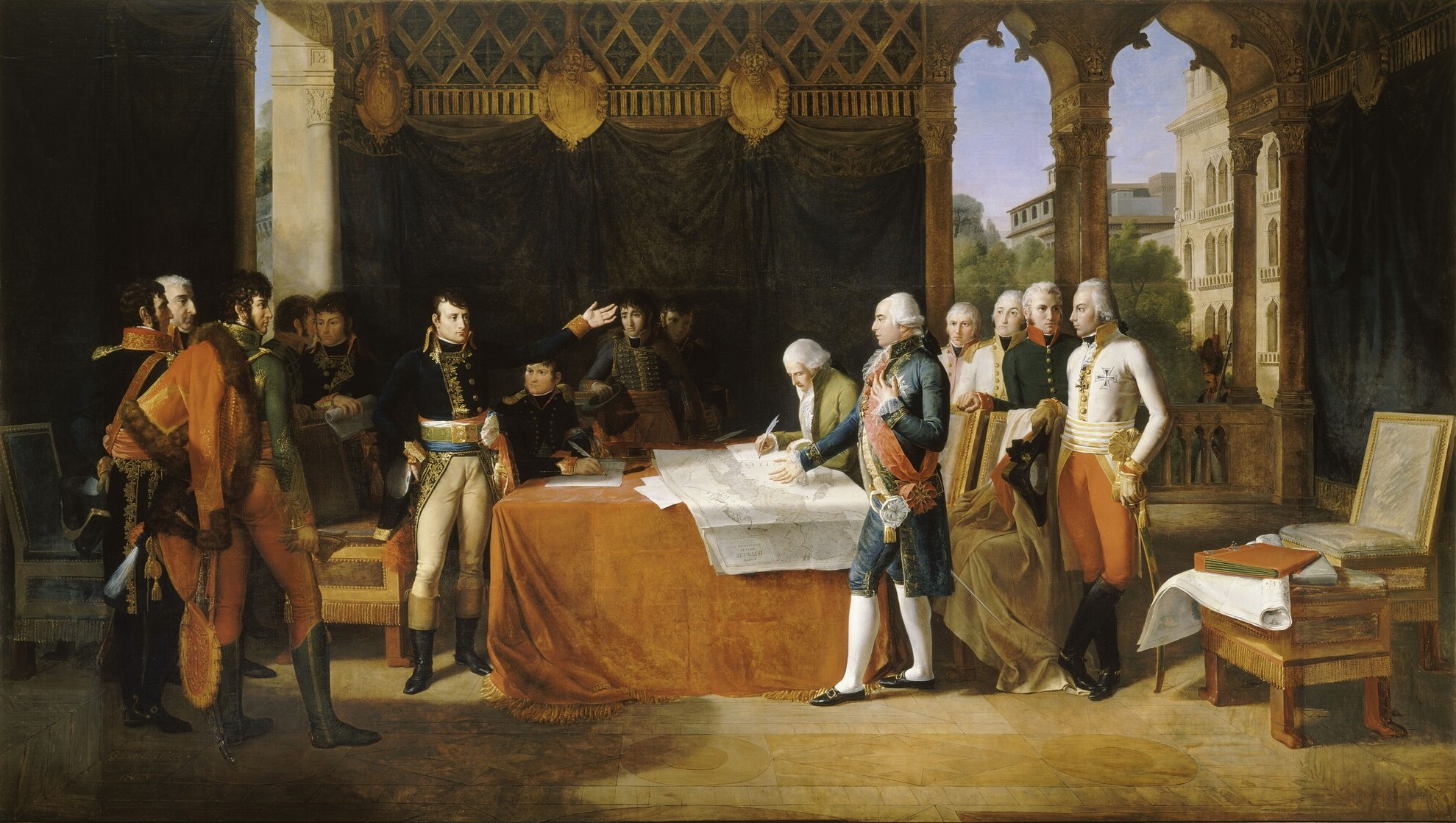
Paz de Leoben 17 de abril de 1797. Croquis para una pintura encargada en 1806 para la sala de conferencias del Cuerpo Legislativo y el museo del palacio de Versalles. Guillaume Guillon Lethière, 1806

La Paz de Leoben, también conocida como Tratado de Leoben, fue suscrita en la segunda ciudad más grande de Estiria, y el centro económico e industrial del norte de lo que hoy es este estado federado de Austria, el 17 de abril de 1797 por Napoleón Bonaparte y Austria, una de las naciones enfrentadas a la República Francesa en la Primera Coalición. Se trataba de un armnisticio, una paz condicional; un acuerdo preliminar, entre cuyas cláusulas se encontraba la pérdida de Lombardía y los Países Bajos Austriacos por parte de Austria a cambio de incorporar a la soberanía austriaca los territorios de la neutral Venecia, de Istria y de Dalmacia. La paz consideró la supervivencia del estado veneciano, aunque quedó confinada a la ciudad y a la laguna.
Fue el resultado de las victorias napoleónicas entre otras de Mondovi, Lodi, Arcole, Rivoli y Bassano. Fue precedido de tratados como el firmado por la Santa Sede, el 19 de febrero, (Tratado de Paz de Tolentino).
El tratado fue confirmado y ampliado por el acuerdo final de paz llamado el Tratado de Campo Formio, que sería firmado el 17 de octubre de 1797 (día 26 de Vendimiario, año VI de la República Francesa).
- Datos: Q1346429
- Multimedia: Treaty of Leoben / Q1346429